# Oscarsgalan 1958
Oscarsgalan 1958 som hölls 26 mars 1958 var den 30:e upplagan av Oscarsgalan där det prestigefyllda amerikanska filmpriset Oscar delades ut till filmer som kom ut under 1957.

## Priskategorier

### Bästa film
Vinnare:
Bron över floden Kwai - Sam Spiegel
Övriga nominerade:
Lek i mörker - Jerry Wald
Sayonara - William Goetz
12 edsvurna män - Henry Fonda, Reginald Rose
Åklagarens vittne - Arthur Hornblow Jr.

### Bästa manliga huvudroll
Vinnare:
Bron över floden Kwai - Alec Guinness (närvarade inte vid ceremonin)
Övriga nominerade:
Sayonara - Marlon Brando
En handfull snö - Anthony Franciosa
Åklagarens vittne - Charles Laughton
Wild Is the Wind - Anthony Quinn

### Bästa kvinnliga huvudroll
Vinnare:
Evas tre ansikten - Joanne Woodward
Övriga nominerade:
Vem vet, Mr. Allison - Deborah Kerr
Wild Is the Wind - Anna Magnani
Regnträdets land - Elizabeth Taylor
Lek i mörker - Lana Turner

### Bästa manliga biroll
Vinnare:
Sayonara - Red Buttons
Övriga nominerade:
Farväl till vapnen - Vittorio De Sica
Bron över floden Kwai - Sessue Hayakawa
Lek i mörker - Arthur Kennedy
Lek i mörker - Russ Tamblyn

### Bästa kvinnliga biroll
Vinnare:
Sayonara - Miyoshi Umeki
Övriga nominerade:
Svensexa - Carolyn Jones
Åklagarens vittne - Elsa Lanchester
Lek i mörker - Hope Lange
Lek i mörker - Diane Varsi

### Bästa regi
Vinnare:
Bron över floden Kwai - David Lean
Övriga nominerade:
Sayonara - Joshua Logan
12 edsvurna män - Sidney Lumet
Lek i mörker - Mark Robson
Åklagarens vittne - Billy Wilder

### Bästa originalmanus
Vinnare:
Förlåt, vi är visst gifta - George Wells
Övriga nominerade:
Kär i Paris - Leonard Gershe
Mannen med 1000 ansikten - Ralph Wheelwright (berättelse), R. Wright Campbell (manus), Ivan Goff (manus), Ben Roberts (manus)
Skjuta eller skjutas - Barney Slater (berättelse), Joel Kane (berättelse), Dudley Nichols (manus)
I vitelloni - Federico Fellini (manus/berättelse), Ennio Flaiano (manus/berättelse), Tullio Pinelli (berättelse)

### Bästa manus efter förlaga
Vinnare:
Bron över floden Kwai - Pierre Boulle, Carl Foreman, Michael Wilson
Övriga nominerade:
Vem vet, Mr. Allison - John Lee Mahin, John Huston
Lek i mörker - John Michael Hayes
Sayonara - Paul Osborn
12 edsvurna män - Reginald Rose

### Bästa foto
Vinnare:
Bron över floden Kwai - Jack Hildyard
Övriga nominerade:
Allt om kärlek - Milton R. Krasner
Kär i Paris - Ray June
Lek i mörker - William C. Mellor
Sayonara - Ellsworth Fredericks

### Bästa scenografi
Vinnare:
Sayonara - Ted Haworth, Robert Priestley
Övriga nominerade:
Kär i Paris - Hal Pereira, George W. Davis, Sam Comer, Ray Moyer
Les Girls - William A. Horning, Gene Allen, Edwin B. Willis, Richard Pefferle
Pal Joey - Walter Holscher, William Kiernan, Louis Diage
Regnträdets land - William A. Horning, Urie McCleary, Edwin B. Willis, Hugh Hunt

### Bästa kostym
Vinnare:
Les Girls - Orry-Kelly
Övriga nominerade:
Allt om kärlek - Charles Le Maire
Kär i Paris - Edith Head, Hubert de Givenchy
Pal Joey - Jean Louis
Regnträdets land - Walter Plunkett

### Bästa ljud
Vinnare:
Sayonara - George Groves (Warner Bros. SSD)
Övriga nominerade:
Sheriffen i Dodge City - George Dutton (Paramount SSD)
Les Girls - Wesley C. Miller (M-G-M SSD)
Pal Joey - John P. Livadary (Columbia SSD)
Åklagarens vittne - Gordon Sawyer (Samuel Goldwyn SSD)

### Bästa klippning
Vinnare:
Bron över floden Kwai - Peter Taylor
Övriga nominerade:
Sheriffen i Dodge City - Warren Low
Pal Joey - Viola Lawrence, Jerome Thoms
Sayonara - Arthur P. Schmidt, Philip W. Anderson
Åklagarens vittne - Daniel Mandell

### Bästa specialeffekter
Vinnare:
Fienden i djupet - Walter Rossi
Övriga nominerade:
Spirit of St. Louis - Louis Lichtenfield

### Bästa sång
Vinnare:
Joker i leken - Jimmy Van Heusen (musik), Sammy Cahn (text) för "All the Way"
Övriga nominerade:
Allt om kärlek - Harry Warren (musik), Harold Adamson (text), Leo McCarey (text) för "An Affair to Remember"
Kärlek i april - Sammy Fain (musik), Paul Francis Webster (text) för "April Love"
Tammy - Ray Evans, Jay Livingston för "Tammy"
Wild Is the Wind - Dimitri Tiomkin (musik), Ned Washington (text) för "Wild Is the Wind"

### Bästa filmmusik
Vinnare:
Bron över floden Kwai - Malcolm Arnold
Övriga nominerade:
Allt om kärlek - Hugo Friedhofer
Pojke på delfin - Hugo Friedhofer
Perri - en vildmarksfantasi - Paul J. Smith
Regnträdets land - Johnny Green

### Bästa kortfilm
Vinnare:
The Wetback Hound - Larry Lansburgh
Övriga nominerade:
A Chairy Tale - Norman McLaren
City of Gold - Tom Daly
Foothold on Antarctica - James Carr
Portugal - Ben Sharpsteen

### Bästa animerade kortfilm
Vinnare:
Birds Anonymous - Edward Selzer
Övriga nominerade:
One Droopy Knight - William Hanna, Joseph Barbera
Tabasco Road - Edward Selzer
Trees and Jamaica Daddy - Stephen Bosustow
The Truth About Mother Goose - Walt Disney

### Bästa dokumentärfilm
Vinnare:
Albert Schweitzer - Jerome Hill
Övriga nominerade:
On the Bowery - Lionel Rogosin
Torero - Manuel Barbachano Ponce

### Bästa utländska film
Vinnare:
Cabirias nätter (Italien)
Övriga nominerade:
Djävulen kom om natten (Tyskland)
Drömmarnas gränd (Frankrike)
Mother India (Indien)
Nio liv (Norge)

### Heders-Oscar
Charles Brackett
B.B. Kahane
Gilbert M. 'Broncho Billy' Anderson
(Society of Motion Picture and Television Engineers)

### Jean Hersholt Humanitarian Award
Samuel Goldwyn